# Coloboma
Un coloboma (del grec koloboma, que significa defecte) és una fenedura (per falta de continuïtat i no per estrip) en una (o més d'una) de les estructures de l'ull, com l'iris, la retina, la coroide o el disc òptic, de tipus congènit (està ja present en el naixement). Pot ser causat quan una fenedura anomenada fissura coroïdal, que està present durant les primeres etapes del desenvolupament prenatal, no es tanca del tot abans del naixement.
La descripció clàssica en la literatura mèdica és d'un defecte en forma d'ull del pany. Un coloboma pot ser en un ull (unilateral) o en tots dos ulls (bilateral). La majoria dels casos de coloboma afecten només l'iris. Les persones amb coloboma poden no tenir cap problema de visió o poden ser cecs, depenent de la gravetat. Afecta a menys d'un de cada 10.000 naixements.

## Patogènia
Durant el tercer mes de l'embaràs els ulls de l' fetus es desenvolupen ràpidament, començant com un petit brot, el qual germina de manera que totes les parts intricades de l'interior de l'ull puguin ser formades i alimentades. Per ajudar a aquesta alimentació una obertura o esquerda s'obre dins de cada brot o futur ull.
Quan el complicat desenvolupament de l'ull acaba, l'esquerda es tanca. Però en alguns casos, aquesta esquerda no ho fa o es tanca parcialment, romanent de per vida aquesta condició, la qual és anomenada coloboma . Això no vol dir que hi hagi un forat a l'ull, només que certes estructures dins de l'ull no van acabar de formar-se completament.
Ocasionalment apareix la variant coloboma de coroide, una anomalia també congènita en la qual es produeix el tancament incomplet de l'esquerda de Becher, produint defectes en el seu tancament. Sol trobar-se per sota de la papil·la .
La majoria dels casos de coloboma són de causa desconeguda i no es relacionen amb altres alteracions.

## Quadre clínic

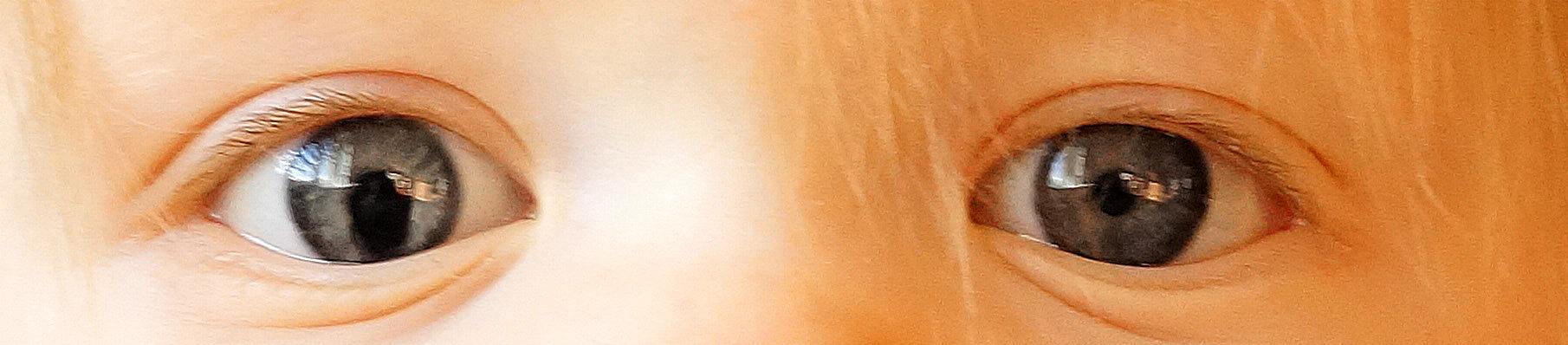
Coloboma d'Iris en un nen de 10 mesos

Els efectes d'aquesta condició poden ser lleus o causar problemes visuals en el cas que la part posterior de l'ull aquest afectada. Això depèn de el lloc, l'extensió o l'incomplet tancament de l'obertura.
Un coloboma en el cristal·lí, si és de mida gran, pot afectar l'iris i a la coroides, i d'aquesta manera augmentar el risc de despreniment de retina. El defecte pot estendre a la retina, coroide o nervi òptic .
Un coloboma petit, especialment si no està adherit a la pupil·la, pot fer que una imatge secundària es enfocament a la part posterior de l'ull ocasionant una imatge fantasma, visió borrosa o disminució de la agudesa visual .
Els colobomes de l'iris poden aparèixer com un orifici rodó i negre localitzat dins o al costat de l'iris (porció acolorida de l'ull). També poden aparèixer com una osca negra de diferent profunditat en la vora de la pupil·la, donant-li a aquesta una forma irregular o poden igualment presentar-com una fissura que va des de la pupil·la fins a la vora de l'iris. La visió central pot ser afectada i pot reflectir l'extensió, lloc i forma de l'obertura.

## Causes
El coloboma es pot associar a una mutació del gen PAX2.
S'ha demostrat que es produeixen anomalies oculars en més del 90% dels nens amb síndrome d'alcohol fetal.

## Diagnòstic
Aquesta condició en general és detectada a l'hospital a l'hora de revisar a el nadó, després del seu naixement. És possible que un nadó amb coloboma pugui tenir altres problemes de desenvolupament. El metge revisarà la història clínica i realitzarà un examen físic. El examen físic inclou una avaluació detallada de l'ull igual que un examen detallat de la part interna de l'ull. Altres proves poden ser una ressonància magnètica de el cervell i els nervis que connecten l'ull i el cervell . El pacient sol ser un lactant, per la qual cosa els antecedents familiars són de gran importància.
Quan aquesta condició és detectada en un nadó acabat de néixer és molt important que un metge oftalmòleg li faci una revisió més completa i suggereixi el tractament i cures a seguir.
El coloboma pot estar associat amb condicions hereditàries, trauma de l'ull o cirurgia de l'ull. El defecte pot estendre a la retina, coroide o nervi òptic .
Un petit percentatge de pacients amb coloboma presenta, a més, altres trastorns hereditaris de el desenvolupament.

## Tractament
El coloboma de l'iris es pot tractar de diverses maneres. Una solució cosmètica simple és una lent de contacte cosmètica especialitzada amb una obertura artificial de la pupil·la. També és possible la reparació quirúrgica del defecte de l'iris. Els cirurgians poden tancar el defecte cosint en alguns casos. La visió es pot millorar amb ulleres, amb lents de contacte o fins i tot amb cirurgia làser, però pot limitar-se si la retina es veu afectada o si hi ha ambliopia.

## Epidemiologia
El nombre de casos oscil·la entre 0,5 i 0,7 per cada 10.000 naixements, cosa que la converteix en una afecció relativament rara.